# Twickenham Bridge

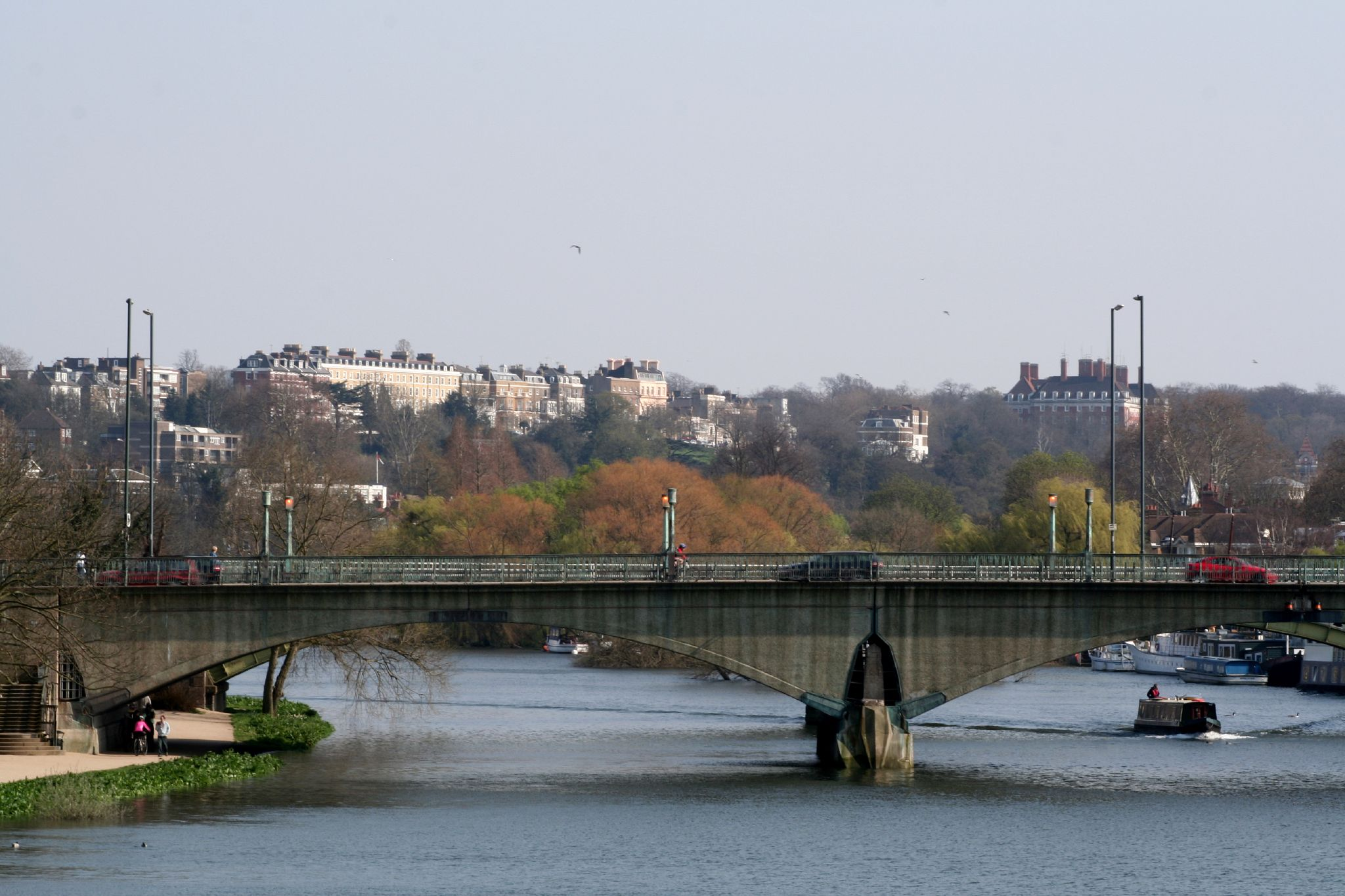
Blick über die Twickenham Bridge nach Richmond

Die Twickenham Bridge ist eine Straßenbrücke über den Fluss Themse in London. Sie verbindet den Stadtteil Richmond auf der Nordostseite mit dem Stadtteil St Margaret’s auf der Südwestseite, beide im Stadtbezirk London Borough of Richmond upon Thames gelegen. Sie besteht aus Stahlbeton, mit Balustraden und Lampen aus Bronze.
Die Brücke bildet einen Teil der Hauptstraße A316 (auch Chertsey Road genannt), die das Stadtzentrum von London mit der Autobahn M3 bei Sunbury-on-Thames verbindet. Das Zentrum des Stadtteils Twickenham, nach dem die Brücke benannt ist, befindet sich etwa drei Kilometer entfernt in südwestlicher Richtung. Die ersten Pläne zum Bau der Brücke gab es bereits 1909, doch die Eröffnung erfolgte erst am 3. Juli 1933 durch den Prince of Wales, den späteren König Eduard VIII.